# Mala vas, Dobrepolje
Mala vas este o localitate din comuna Dobrepolje, Slovenia, cu o populație de 142 de locuitori.